# Sorghum ×drummondii
Espèce
Le sorgho du Soudan (Sorghum ×drummondii) est une espèce de plantes monocotylédones de la famille des Poaceae, sous-famille des Panicoideae, originaire d'Afrique.
C'est une plante herbacée annuelle à tiges dressées, pouvant atteindre 3 mètres de haut. Elle est largement cultivée dans le monde comme plante fourragère.
Le sorgho du Soudan est une forme ségrégée issue d'un hybride naturel (nothoespèce) entre Sorghum bicolor (L.) Moench et Sorghum arundinaceum (Desv.) Stapf. Apparu dans la région allant du sud de l'Égypte au Soudan. Introduit aux États-Unis dès 1909, il a connu un grand succès dans les régions bénéficiant d'un climat chaud et sec. 
Il est couramment utilisé pour la production d'hybrides F1 interspécifiques avec Sorghum bicolor comme autre parent. Des exemples de tels hybrides sont 'Sudax', 'Zulu' et 'Bantu'.
Le sorgho du Soudan, comme d'autres espèces de sorgho, contient un glycoside cyanogénétique, la dhurrine, à des taux très variable selon les cultivars, qui peut dans certaines conditions libérer du cyanure d'hydrogène (HCN) et provoquer l'empoisonnement du bétail. Il peut aussi accumuler des nitrates en quantités toxiques, notamment en cas d'excès de fertilisation azotée.

## Synonymes
Selon Catalogue of Life (10 décembre 2016) :
- Andropogon drummondii Nees ex Steud.
- Andropogon halepensis var. sudanensis (Piper) Suess.
- Andropogon sorghum var. drummondii (Nees ex Steud.) Hack.
- Andropogon sorghum var. hewisonii Piper
- Andropogon sorghum subsp. niloticus Piper
- Andropogon sorghum var. nitens Busse & Pilg.
- Andropogon sorghum subsp. sudanensis Piper
- Andropogon sorghum var. transiens Hack.
- Andropogon sudanensis (Piper) Leppan & Bosman
- Holcus sorghum var. drummondii (Nees ex Steud.) Hitchc.
- Holcus sorghum subsp. sudanensis (Piper) Hitchc.
- Holcus sorghum var. transiens (Hack.) Honda
- Holcus sudanensis (Piper) L.H.Bailey
- Sorghum bicolor subsp. drummondii (Nees ex Steud.) de Wet ex Davidse
- Sorghum bicolor var. drummondii (Nees ex Steud.) Mohlenbr.
- Sorghum elliotii Stapf, nom. illeg.
- Sorghum halepense var. sudanense (Piper) Soó
- Sorghum hewisonii (Piper) Longley
- Sorghum saccharatum var. sudanense (Piper) Kerguélen
- Sorghum sudanense (Piper) Stapf
- Sorghum vulgare var. drummondii (Nees ex Steud.) Chiov.
- Sorghum vulgare var. sudanense (Piper) Hitchc.